# Feven
Feven Ghebremicael, född 19 oktober 1975 i Massawa i Eritrea, och uppvuxen i Akalla är en svensk rappare med artistnamnet Feven som noterades för listframgångar i Sverige under 2000-2001.
2000 gav hon ut albumet Hela vägen ut med låtar som "Dom tio budorden" och "Bränn BH:n". Året efter släppte hon singeln Vill ha med låtarna "vill ha" (med Petter) och "It's only love". Den 16 januari 2001 deltog hon i den antinazistiska musikgalan Artister mot nazister. Hon slutade sedan efter en turné.
Hon har också varit med och bidragit till boken "Svartskallar".
Det tacktal som Feven höll den 20 februari 2001 sedan hon vunnit en Grammis för 2000 års hiphop/soulalbum har blivit känt som ett mindre internetfenomen eftersom Feven där blandar in hiphop, slang och engelska.
Feven medverkade också på RZA:s album The World According To RZA, där hon rappade alla verser på "Mesmerize" och två av verserna på "On Tha Ground", tillsammans med Petter, Diaz och RZA.
I oktober 2021, efter 20 år utanför rampljuset, medverkade hon i SVT:s dokumentärserie ”Den svenska hiphopens pionjärer”.

### Fotnoter
1. ↑  ”https://www.aftonbladet.se/a/gP0Q7k”. Aftonbladet. 25 oktober 2000. https://www.aftonbladet.se/nojesbladet/a/gP0Q7k. Läst 2 mars 2025.
2. ↑  ”Feven” (på engelska). Discogs. http://www.discogs.com/artist/87209-Feven. Läst 23 januari 2015.
3. ↑  ”Feven”. Swedishcharts. http://www.swedishcharts.com/showinterpret.asp?interpret=Feven. Läst 23 januari 2015.
4. ↑  ”fonogram  Hela Sverige : artister mot nazister”. Svensk mediedatabas. 15 augusti 2001. Arkiverad från originalet den 22 oktober 2014. https://web.archive.org/web/20141022144342/http://smdb.kb.se/catalog/id/001546353. Läst 23 januari 2015.
5. ↑  Libris 9063799
6. ↑  ”Fevens tacktal”. Comhem. 16 januari 2001. Arkiverad från originalet den 31 augusti 2013. https://web.archive.org/web/20130831233757/http://web.comhem.se/~u04300895/index.htm. Läst 23 januari 2015.